# 할미새속

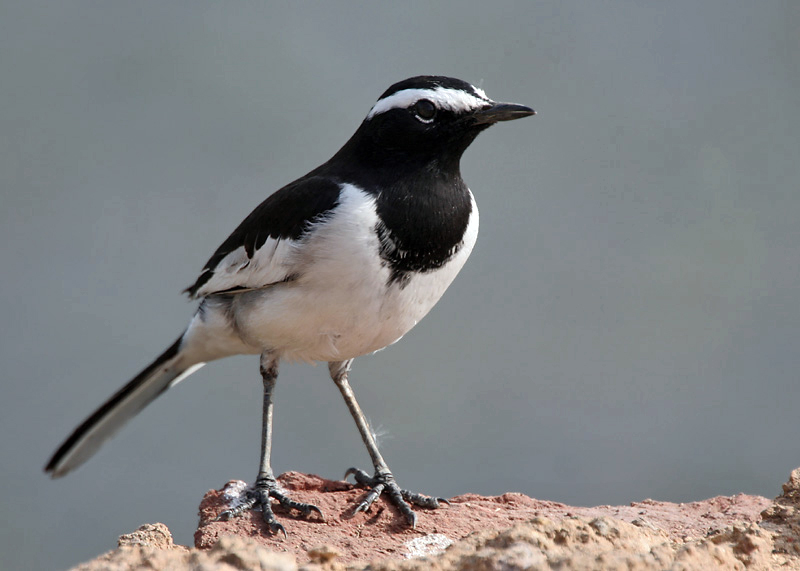
White-browed wagtail(Motacilla maderaspatensis)

할미새속(Motacilla)은 참새목 할미새과에 속하는 속이다. 물레새는 할미새속과 상당한 관련이 있는 단형 물레새속에 속하므로 할미새속에 포함된 경우도 있다.
할미새속은 1758년 자연의 체계 제10판에서 스웨덴의 박물학자 칼 폰 린네가 소개했다. 모식종은 알락할미새이다.

## 하위 종
총 13개 종이 있다.
- 서양긴발톱할미새 (Motacilla flava)
- 긴발톱할미새 (Motacilla tschutschensis)
- 노랑머리할미새 (Motacilla citreola)
- Cape wagtail Motacilla capensis
- Madagascar wagtail Motacilla flaviventris
- 노랑할미새
- Mountain wagtail Motacilla clara
- 알락할미새
- African pied wagtail Motacilla aguimp
- Mekong wagtail Motacilla samveasnae
- 검은등할미새
- White-browed wagtail Motacilla maderaspatensis
- São Tomé shorttail Motacilla bocagii (formerly Amaurocichla bocagii)